# Џејкоб Киплимо
Џејкоб Киплимо (рођен 14. новембра 2000) је угандски тркач на дуге стазе, светски рекордер у полумаратону.

## Одрастање
Као припадник етничке групе Себеи, Џејкоб Киплимо је одрастао у Буквоу на планини Елгон, на великој надморској висини.

## Тркачка достигнућа
Са 15 година представљао је своју земљу на Олимпијским играма у Рију 2016, поставши најмлађи олимпијац Уганде. Био је јуниорски шампион света у кросу 2017. Киплимо је и угандски рекордер у трчању на 3.000 метара. Освајач је бронзане медаље на Олимпијским играма у Токију 2020. на 10.000 метара и на Светском првенству 2022. Киплимо је освојио златне медаље на 5.000 метара и 10.000 метара на Играма Комонвелта 2022. Он је светски шампион у полумаратону 2020. Освојио је сребрну медаљу (са 18 година) на Светском првенству у кросу 2019. и златне медаље 2023. и 2024. године.
6. децембра 2020. Киплимо је трчао полумаратон у Валенсији против Кибивота Кандија и Ронекса Кипрута из Кеније, који је држао светски рекорд у трчању на 10 км на друму. Са само око километар до краја трке, Канди се издвојио и Киплимо није могао да прати његов темпо. На крају трке, Канди, Киплимо, Кипруто, као и Александар Мутисо из Кеније, трчалии су брже од претходног светског рекорда од 58:01, који је поставио Кенијац Џефри Камворор у септембру 2019. у Копенхагену. Канди је завршио у времену новог светског рекорда 57:32, а Киплимо је завршио одмах иза са 57:37. Кипруто је такође надмашио стари светски рекорд са временом 57:49, као и Мутисо који је завршио свој полумаратон за 57:59.
Киплимо је оборио светски рекорд у полумаратону 21. новембра 2021. у Лисабону са временом 57:31 (57 минута, 31 секунд). У овој рекордној трци, Киплимо је остварио пролазна времена на 15 километара (40:27) и на 20 километара (54:29), која су била најбоља времена икада истрчана на тим деоницама. Етиопљанин Јомиф Кејелча је 27. октобра 2024. за једну секунду надмашио Киплимов рекорд у полумаратону. Киплимо је 16. фебруара 2025. вратио светски рекорд у полумаратону, истрчавши 21 км и 97 метара за 56 минута и 42 секунде на полумаратонској трци у Барселони. Његово пролазно време на 15 километара (40:07) нови је светски рекорд на овој деоници.
Киплимо је 18. фебруара 2023. освојио златну медаљу у трци на 10 километара на Светском првенству у кросу одржаном у Батерсту у Аустралији са временом 29:17. Етиопљанин Бериху Арегави завршио је други за 29:26, а пратио га је Џошуа Чептегеи (29:37), светски рекордер на 5.000 м и 10.000 м, који је бранио титулу из Архуса 2019. Тако је Киплимо постао актуелни светски шампион у полумаратону и у кросу.
Титулу светског шампиона у кросу одбранио је 30. марта 2024. у Београду победивши испред Бериху Арегавија из Етиопије и Бенсона Киплангата из Кеније.

## Лични рекорди
Све информације са профила Џејкоба Киплима на сајту Светске атлетике.

### На атлетској стази:
- 1.500 метара – 3:50,24 (Арецо 2016)
- 3.000 метара – 7:26,64 (Рим 2020)
- 5.000 метара – 12:40,96 (Осло 2024)
- 10.000 метара – 26:33,93 (Острава 2021)

#### На друму:
- 10 километара – 26:32 (Мадрид 2024)
- 15 километара – 40:07 (Барселона 2025) *Најбоље време на свету свих времена у овој трци
- Полумаратон – 56:42 (Барселона 2025) СР

## Међународна такмичења
| Година        | Такмичење                                                             | Место                                   | Позиција | Дисциплина     | Резултат | Белешка |
| ------------- | --------------------------------------------------------------------- | --------------------------------------- | -------- | -------------- | -------- | ------- |
| 2016.         | Светско првенство за јуниоре                                          | Бидгошч, Пољска                         | 3.       | 10.000 м       | 27:26,68 |         |
| 2016.         | Олимпијске игре                                                       | Рио де Жанеиро, Бразил                  | 26.      | 5.000 м        | 13:30,40 |         |
| 2017.         | Светско првенство у кросу                                             | Кампала, Уганда                         | 1.       | Трка јуниора   | 22:40    |         |
| 2017.         | Светско првенство у кросу                                             | Кампала, Уганда                         | 4.       | Јуниори екипно | 59 поена |         |
| 2017.         | Светско првенство                                                     | Лондон, Уједињено Краљевство            | 22.      | 5.000 м        | 13:30,92 |         |
| 2018.         | Игре Комонвелта                                                       | Гоулд Коуст, Аустралија                 | 4.       | 10.000 м       | 27:30,25 |         |
| 2018.         | Светско првенство у атлетици за јуниоре                               | Тампере, Финска                         | 6.       | 5.000 м        | 13:23,35 |         |
| 2018.         | Светско првенство у атлетици за јуниоре                               | Тампере, Финска                         | 2.       | 10.000 м       | 27:40,36 |         |
| 2019.         | Светско првенство у кросу                                             | Архус, Данска                           | 2.       | Трка сениора   | 31:44    |         |
| 2019.         | Светско првенство у кросу                                             | Архус, Данска                           | 1.       | Сениори екипно | 20 поена |         |
| 2020.         | Светско првенство у полумаратону                                      | Гдиња, Пољска                           | 1.       | Полумаратон    | 58:49    |         |
| 2021.         | Олимпијске игре                                                       | Токио, Јапан                            | 5.       | 5.000 м        | 13:02,40 |         |
| 2021.         | Олимпијске игре                                                       | Токио, Јапан                            | 3.       | 10.000 м       | 27:43,88 |         |
| 2022.         | Светско првенство                                                     | Јуџин, САД                              | 3.       | 10.000 м       | 27:27,97 |         |
| 2022.         | Игре Комонвелта                                                       | Бирмингем, Уједињено Краљевство         | 1.       | 5.000 м        | 13:08,08 |         |
| 2022.         | Игре Комонвелта                                                       | Бирмингем, Уједињено Краљевство         | 1.       | 10.000 м       | 27:09,19 |         |
| 2023.         | Светско првенство у кросу                                             | Батерст, Аустралија                     | 1.       | Трка сениора   | 29:17    |         |
| 2023.         | Светско првенство у кросу                                             | Батерст, Аустралија                     | 3.       | Сениори екипно | 37 поена |         |
| 2024.         | Светско првенство у кросу                                             | Београд, Србија                         | 1.       | Трка сениора   | 28:09    |         |
| 2024.         | Светско првенство у кросу                                             | Београд, Србија                         | 2.       | Сениори екипно | 31 поен  |         |
| 2024.         | Олимпијске игре                                                       | Париз, Француска                        | 8.       | 10.000 м       | 26:46,39 |         |
| Трке на друму |                                                                       |                                         |          |                |          |         |
| 2015.         | Рим трчи (We Run Rome)                                                | Рим, Италија                            | 3.       | 10 км          | 28:49    |         |
| 2016.         | Кунео Асикс трка (Cuneo ASICS Run)                                    | Кунео, Италија                          | 1.       | 10 км          | 28:26    |         |
| 2018.         | Ђиро ал Сас (Giro al Sas)                                             | Тренто, Италија                         | 1.       | 10 км          | 28:17    |         |
| 2018.         | Сан Силвеестре Валекана (San Silvestre Vallecana)                     | Мадрид, Шпанија                         | 1.       | 10 км          | 26:41    |         |
| 2019.         | Велика трка Манчестера (Great Manchester Run)                         | Манчестер, Уједињено Краљевство         | 1.       | 10 км          | 27:31    |         |
| 2019.         | МТН Кампала полумаратон (MTN Kampala Half Marathon)                   | Кампала, Уганда                         | 1.       | Полумаратон    | 1:01:53  |         |
| 2019.         | Улична трка Сан Силвестер (Saint Silvester Road Race)                 | Сао Паоло,Бразил                        | 2.       | 15 км          | 43:00    |         |
| 2020.         | Валенсија полумаратон (Valencia Half Marathon)                        | Валенсија,Шпанија                       | 2.       | Полумаратон    | 57:37    |         |
| 2021.         | Лисабонски полумаратон (Lisbon Half Marathon)                         | Лисабон, Португалија                    | 1.       | Полумаратон    | 57:31    |         |
| 2022.         | Рас ал-Кајма полумаратон (Ras Al Khaimah Half Marathon)               | Рас ал-Кајма, Уједињени Арапски Емирати | 1.       | Полумаратон    | 57:56    |         |
| 2022.         | Велика северна трка (Great North Run)                                 | Њукасл, Уједињено Краљевство            | 1.       | Полумаратон    | 59:33    |         |
| 2023.         | Њујоршки полумаратон (New York City Half Marathon)                    | Њујорк, САД                             | 1.       | Полумаратон    | 1:01:31  |         |
| 2025.         | Полумаратон у Барселони (eDreams Mitja Marató de Barcelona by Brooks) | Барселона, Шпанија                      | 1.       | Полумаратон    | 56:42    |         |